# Ethiprol
Ethiprol ist ein Insektizid aus der Wirkstoffgruppe der Phenylpyrazole. Es wurde 1994 von der Firma Bayer CropScience Japan (vormals Rhone-Poulenc Agrochemicals) entdeckt.

## Eigenschaften
Ethiprol ist ein nichtflüchtiger Feststoff. Es ist praktisch unlöslich in Wasser, kann aber in organischen Lösungsmitteln gelöst werden. Zwischen pH-Werten von 4 und 7 ist es über mindestens 31 Tage hydrolysestabil, baut sich aber bei pH 9 langsam ab. Die Halbwertszeit des Abbaus im Boden beträgt 121 Tage (berechneter Wert). In Wasser enthaltenden Lösungen ist es lichtempfindlich.

## Wirkungsweise
Die Wirkungsweise von Ethiprol ist analog zur Wirkung des strukturverwandten Fipronil. Ethiprol wirkt als Antagonist der γ-Aminobuttersäure (GABA – Abk. v. engl. gamma-aminobutyric acid) am GABA-Rezeptor. Es bewirkt, dass der Rezeptor blockiert wird und keine Chloridionen mehr ausgetauscht werden können. Dadurch kommt es zur Übererregung des zentralen Nervensystems, was zu Lähmung, Atemstillstand und Tod führen kann.

## Einsatzgebiete
Ethiprol wird als Insektizid gegen beißende und saugende Schädlinge eingesetzt. Als Verbindung mit guter systemischer Aktivität in Pflanzen wird es als Spray oder Saatgutbeizmittel im Obst-, Reis- und Gemüseanbau verwendet.

## Analytik
Zum zuverlässigen Nachweis und zur Quantifizierung von Ethiprol können sowohl flüssig- als auch gaschromatographische Methoden zum Einsatz kommen. Zur Identifizierung kann nach der chromatographischen Trennung ein Massenspektrometer verwendet werden.

## Zulassung
In der Europäischen Union und in der Schweiz sind keine Pflanzenschutzmittel mit dem Wirkstoff Ethiprol zugelassen. Die Rückstandshöchstmenge wurde für alle Lebensmittel auf 0,01 mg/kg festgelegt.